# سامری (فیلم ۲۰۲۲)
سامری (انگلیسی: Samaritan؛ همچنین ساماریتان یا درستکار) فیلم ابرقهرمانی و فانتزی-اکشن آمریکایی به کارگردانی جولیوس ایوری، نویسندگی براگی اف. شوت با بازی سیلوستر استالونه و جیوون والتون است. این فیلم به عنوان برداشتی تاریک و جدید از فیلم‌های ابرقهرمانی توصیف شده‌است. داستان حول محور پسر جوانی می‌چرخد که متوجه می‌شود یک ابرقهرمان مشهور، که تصور می‌شد بعد از یک نبرد حماسی بیست و پنج سال پیش ناپدید شده‌است، در واقع ممکن است هنوز در اطراف باشد.
این فیلم در ۲۶ اوت ۲۰۲۲ توسط یونایتد آرتیستس و آمازون استودیوز از طریق پخش جریانی در پرایم ویدئو منتشر شد. این فیلم نقدهای متفاوتی از سوی منتقدان دریافت کرد.

## طرح داستان
داستان در مورد پسر جوانی است که به‌دنبال ابرقهرمانی اسطوره‌ای می‌گردد که بیست سال پیش در حادثه‌ای تراژیک ناپدید شد و این پسر می‌خواهد بداند که آیا این شخصیت زنده است یا خیر.

## بازیگران
- سیلوستر استالونه در نقش جو اِسمیت / نِمِسیس / سامری (ساماریتان)
- جیوون والتون در نقش سَم کلیری
- پیلو اسبک در نقش سایرس / نِمِسیس دوم
- داشا پولانکو در نقش تیفانی کلیری
- مویسس آریاس در نقش رضا
- مارتین استار در نقش آلبرت کازیر
- سوفیا تاتوم در نقش سیل
- جرد اودریک در نقش فرشاد
- هنری جی. سندرز در نقش آرتور هالووی
- شامیک مور در نقش دوین هالووی

## تولید
در فوریه سال ۲۰۱۹ کمپانی مترو گلدوین مایر فیلمنامه را خرید در سپتامبر سال ۲۰۱۹، مشخص شد جولیوس ایوری این فیلم را کارگردانی کند.
در فوریه سال ۲۰۱۹ سیلوستر استالونه برای بازی در این فیلم انتخاب شد. در فوریه سال ۲۰۲۰، مارتین استار، داشا پولانکو مویسس آریاس، داشا پولانکو و پیلو اسبک به بازیگران این فیلم اضافه شدند.
در سپتامبر سال ۲۰۱۹، فیلمبرداری برای تاریخ سال ۲۰۲۰ در آتلانتا مشخص شد. و فیلمبرداری اصلی از فوریه سال ۲۰۲۰ آغاز شد.

## انتشار
اکران این فیلم در ابتدا قرار بود در تاریخ ۲۰ نوامبر ۲۰۲۰ ولی در ۱۱ دسامبر ۲۰۲۰ منتقل شد و برای سومین بار به تأخیر روبه رو شد و قرار ا بود در تاریخ ۴ ژوئن ۲۰۲۱ منتشر شود. و در نهایت این فیلم در تاریخ ۲۶ اوت ۲۰۲۲ منتشر شد.

## بازخورد
در وبگاه جمع‌آوری نقد راتن تومیتوز، ٪۳۸ از ۹۱ بررسی منتقدان مثبت است و میانگینِ امتیاز آن ۴٫۹/۱۰ است. اجماع این وبگاه چنین می‌نویسد: «اگرچه ساماریتان می‌توانست بهتر از آن چیزی هست باشد، این درام ابرقهرمانی به رهبری استالونه از نظر خلاقانه ضعیف است.» این فیلم در متاکریتیک که از میانگین وزنی استفاده می‌کند، بر اساس نظر ۲۶ منتقدین امتیاز ۴۵ از ۱۰۰ را کسب کرده که نشان‌گر «نقدهای مختلط یا متوسط» است.